# أنسون هنري
أنسون هنري هو منافس ألعاب قوى كندي، ولد في 9 مارس 1979 في تورونتو في كندا.

## وصلات خارجية
- أنسون هنري على موقع الاتحاد الدولي لألعاب القوى (الإنجليزية)
- أنسون هنري على موقع أوليمبيديا (الإنجليزية)
- أنسون هنري على موقع اللجنة الأولمبية الكندية (الإنجليزية)
- أنسون هنري على موقع اتحاد ألعاب الكومنولث (مؤرشف) (الإنجليزية)